# La Rosa de Versalles
La Rosa de Versalles (ベルサイユのばら, Berusaiyu no Bara), també coneguda com a Lady Oscar, és una sèrie popular de manga creada per la mangaka Riyoko Ikeda, publicada a la revista japonesa Margaret des de l'abril de 1972 fins al desembre de 1973. És considerada, juntament amb Chopy i la princesa d'Osamu Tezuka, com una obra de referència en la definició i desenvolupament del gènere shojo. El manga està basat en els esdeveniments de la Revolució Francesa, des del regnat de Lluís XV de França fins a l'execució de Maria Antonieta.
A causa del seu èxit, l'any 1979 fou adaptada a la seva versió cinematògrafica. La pel·lícula fou produïda per Kitty Films i dirigida i escrita per Jacques Demy. Al final del mateix any, s'estrenà la seva versió anime en la Nippon Television el 10 d'octubre de 1979 fins al 3 de setembre de 1980. La sèrie d'anime basada en el manga però amb certes divergències, fou dirigida per Tadao Nagahama (des de l'episodi 1 fins al 18), i més tard, per Osamu Dezaki (des de l'episodi 19 fins al 40).

## Anime
La sèrie d'anime fou produïda per Tokyo Movie Shinsha l'any 1979. Consta de 40 episodis de mitja hora de duració cadascun. Fou dirigida per Tadao Nagahama, des del primer episodi fins al 18, i més tard, per Osamu Dezaki, des de l'episodi 19 fins al 40. Fou estrenada pel canal japonès NTV el 10 d'octubre de 1979 i conclosa el 3 de setembre de 1980, aconseguint un notable èxit d'audiència. A Catalunya, la sèrie fou emesa el 9 de novembre de 1998 pel Canal 33, reemetent-se posteriorment pel canal K3 en diverses ocasions.